# II Congreso Internacional de la Lengua Española

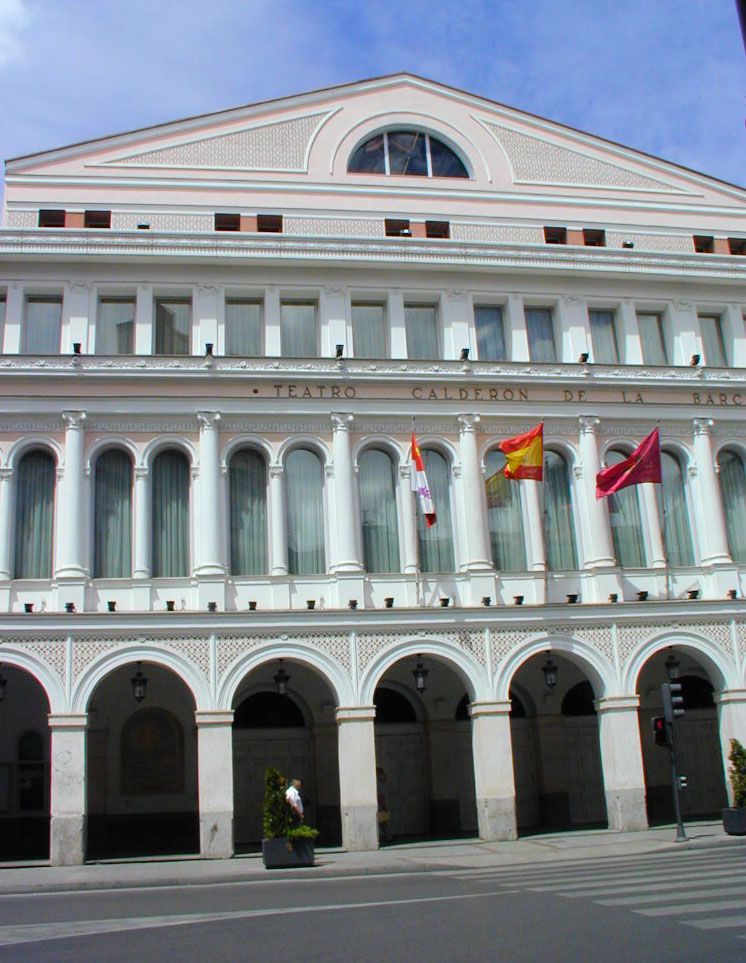
Teatro Calderón de la Barca, sede del Congreso.

El II Congreso Internacional de la Lengua Española se celebró en Valladolid (España), entre los días 16 y 19 de octubre de 2001, organizado por el Instituto Cervantes y la Real Academia Española, con la colaboración de las Academias de la Lengua Española de Hispanoamérica, Estados Unidos y Filipinas. El título del Congreso fue El español en la Sociedad de la Información.
Participaron más de trescientos congresistas, que abordaron temas como la difusión de la música y la expansión de Internet en español, la industria del español como lengua extranjera. el español científico y técnico o la unidad y diversidad de la lengua española entre otros.
Durante el Congreso tuvo lugar la presentación del XXII Diccionario de la lengua española de la Real Academia Española
La inauguración del congreso se celebró en el Teatro Calderón de la Barca de Valladolid con la asistencia de reyes de España; Juan Carlos I de Borbón y Sofía de Grecia, el príncipe Felipe de Borbón y Grecia, la infanta Elena de Borbón y Grecia, los presidentes de México, Vicente Fox, Argentina, Fernando de la Rúa, Colombia, Andrés Pastrana, Guinea Ecuatorial, Teodoro Obiang Nguema y España José María Aznar.
En este acto intervinieron el premio Nobel de Literatura Camilo José Cela, el novelista Mario Vargas Llosa y el historiador y antropólogo Miguel León Portilla.